# レイ・クライン
レイモンド・ステイナー・"レイ"・クライン(Raymond Steiner "Ray" Cline, 1918年6月4日 - 1996年3月16日）は、CIA分析官。特にキューバ危機時のCIA情報担当次官として有名。

## 経歴
イリノイ州に生まれ、インディアナ州で育つ。1940年ハーバード大学卒業後、同大学歴史学研究科博士課程修了。
第二次世界大戦中、OSSに分析官として入局。1949年にCIA分析官となる。イギリスロンドン支局（1951年-1953年）を経て、朝鮮戦争、中ソ対立などの情報分析に携わる。中華民国台北支局長（1957年-1962年）を経て、CIA情報担当次官（1962年-1966年）、ドイツ連邦ボン支局長（1966年-1969年）を歴任。

## 人物
情報分析の第一人者で、国力量方程式の「Pp=（C+E+M)×（S+W)」を提唱した。学究肌の分析官であったが、1957年に秘密工作の訓練を受け、CIA支局長として台北に赴任。中華民国の蔣経国総統と親交を結び、台湾の核兵器開発計画を頓挫させたと言われる。
1962年、情報担当次官（分析官トップ）であったクラインは、ソ連がキューバへ核兵器を持ち込んでいると分析し、この危機に対応するためにホワイトハウスに極秘に設置されたエクスコムの構成員として、当時のジョン・F・ケネディ大統領へ様々な情報をブリーフィングする。
情報担当次官の頃は、西欧・東南アジアなど同盟国の首脳にも情報のブリーフィングを行っていた。来日時には当時の佐藤栄作総理と料亭で会見し、U-2偵察機が撮影した写真などを提示しながら情報のブリーフィングをしていた。
1969年、国務次官補（情報調査局長）に就任。1973年、ジョージタウン大学の戦略国際問題研究所の専務理事となり、その間、米国の対外政策や諜報活動に関する著作を発表する。
後年はアルツハイマー病となり、バージニア州アーリントンの自宅で死去。

## 邦訳著書
- 「CIAの栄光と挫折」（1981年、学陽書房）
- 「世界の軍事力、経済力比較」（1981年、学陽書房）

## 著書
- 'World War Two, War Department', 1951
- 'World Power Assessment', 1975
- 'CIA: Reality v Myth', 1981
- 'Central Intelligence Agency Under Reagan, Bush and Casey', 1982
- 'Terrorism: The Soviet Connection', 1985
- 'Secrets, Spies and Scholars: The CIA from Roosevelt to Reagan', 1986
- 'Western Europe in Soviet Global Strategy', 1987
- 'Central Intelligence Agency: A Photographic History', 1989
- 'Chiang Ching-Kuo Remembered: The Man and His Political Legacy', 1993
- 'The Power of Nations in the 1990s: A Strategic Assessment', 1999